# Platylister timoriensis
Platylister timoriensis är en skalbaggsart som först beskrevs av Sylvain Auguste de Marseul 1864.  Platylister timoriensis ingår i släktet Platylister och familjen stumpbaggar. Inga underarter finns listade i Catalogue of Life.